# Branislau Taraixkièvitx
Branislau Adàmavitx Taraixkèvitx (belarús: Бранісла́ў Ада́мавіч Тарашке́віч, łacinka: Branisłaŭ Taraškievič, rus: Бронислав Адамович Тарашкевич, polonès: Bronisław Adamowicz Taraszkiewicz; 20 de gener de 1892 - 29 de novembre de 1938) va ser una figura pública belarussa, polític i lingüista.
Va ser el creador de la primera estandardització del modern idioma belarús al segle xx. L'estàndard fou posteriorment russificat per les autoritats soviètiques. No obstant això, la pre-russificada (clàssica) versió de l'estàndard era i segueix sent activa i és utilitzada per alguns grups d'intel·lectuals i de la diàspora belarussa, i es coneix informalment com a taraškievica, pel nom de Branislau Taraixkièvitx.
Taraixkièvitx era membre del clandestí Partit Comunista de Belarús Occidental (KPZB) a Polònia i va ser empresonat durant dos anys (1928-1930). A més, com a membre del "Club de l'ambaixada belarussa" (Беларускі пасольскі клуб, Bielaruski passolski klub), va ser diputat al Parlament polonès (Sejm) en el període 1922-1927. Entre d'altres, va traduir Pan Tadeusz al belarús, i el 1969 una escola secundària en llengua belarussa a Bielsk Podlaski fou batejada amb el seu nom en honor seu.
El 1933 va ser posat en llibertat en un intercanvi polonesosoviètic de presoners, a canvi de Frantsíxak Aliakhnòvitx, un periodista belarús i dramaturg empresonat en un gulag, i va viure a l'exili soviètic des de llavors.
Va ser víctima de la Gran Purga de finals de la dècada del 1930.